# Mistrzostwa Świata w Hokeju na Lodzie Kobiet 2024 (elita)
Mistrzostwa Świata w Hokeju na Lodzie Kobiet Elity 2024 odbyły się w dniach od 3 do 14 kwietnia 2024 w Stanach Zjednoczonych.

## Organizacja
Jako miasto organizatora i obiekt wybrano: Utica (Adirondack Bank Center).
Lodowisko
| Adirondack Bank Center Pojemność: 3 860 |
| --------------------------------------- |
| Adirondack Bank Center                  |
| Stany Zjednoczone – Utica               |

W tej części mistrzostw uczestniczyło 10 najlepszych kobiecych reprezentacji na świecie. System rozgrywania meczów był inny niż w niższych dywizjach. Najpierw wszystkie drużyny uczestniczyły w fazie grupowej, podzielone na dwie grupy. Wszystkie drużyny z grupy A, automatycznie awansowały do ćwierćfinału. Pierwsze trzy drużyny z grupy B spotkały się również w ćwierćfinale. Dwie najsłabsze drużyny z grupy B spadły do Dywizji I, Grupy A.

## Grupa A
Tabela
| Lp. | Zespół            | M | Pkt | Z | Zd | Pd | P | G+ | G- | +/− |
| --- | ----------------- | - | --- | - | -- | -- | - | -- | -- | --- |
| 1   | Stany Zjednoczone | 4 | 11  | 3 | 1  | 0  | 0 | 16 | 3  | +13 |
| 2   | Kanada            | 4 | 10  | 3 | 0  | 1  | 0 | 12 | 2  | +10 |
| 3   | Czechy            | 4 | 6   | 2 | 0  | 0  | 2 | 10 | 12 | −2  |
| 4   | Finlandia         | 4 | 3   | 1 | 0  | 0  | 3 | 9  | 15 | −6  |
| 5   | Szwajcaria        | 4 | 0   | 0 | 0  | 0  | 4 | 3  | 18 | −15 |

    = awans do ćwierćfinałów
Wyniki
| 3 kwietnia 2024 | Finlandia | 0 : 4 | Czechy | Adirondack Bank Center, Utica |

| Szczegóły      | Szczegóły | Szczegóły       | Szczegóły | Szczegóły |
| -------------- | --------- | --------------- | --------- | --------- |
| Godzina: 15:00 |           | (0:0, 0:2, 0:2) |           |           |
| Godzina: 15:00 | min. kar  |                 | min. kar  |           |

| 3 kwietnia 2024 | Stany Zjednoczone | 4 : 0 | Szwajcaria | Adirondack Bank Center, Utica |

| Szczegóły      | Szczegóły | Szczegóły       | Szczegóły | Szczegóły |
| -------------- | --------- | --------------- | --------- | --------- |
| Godzina: 19:00 |           | (0:0, 2:0, 2:0) |           |           |
| Godzina: 19:00 | min. kar  |                 | min. kar  |           |

| 4 kwietnia 2024 | Kanada | 4 : 1 | Finlandia | Adirondack Bank Center, Utica |

| Szczegóły      | Szczegóły | Szczegóły       | Szczegóły | Szczegóły |
| -------------- | --------- | --------------- | --------- | --------- |
| Godzina: 19:00 |           | (1:0, 2:1, 1:0) |           |           |
| Godzina: 19:00 | min. kar  |                 | min. kar  |           |

| 5 kwietnia 2024 | Szwajcaria | 0 : 3 | Kanada | Adirondack Bank Center, Utica |

| Szczegóły      | Szczegóły | Szczegóły       | Szczegóły | Szczegóły |
| -------------- | --------- | --------------- | --------- | --------- |
| Godzina: 15:00 |           | (0:2, 0:0, 0:1) |           |           |
| Godzina: 15:00 | min. kar  |                 | min. kar  |           |

| 5 kwietnia 2024 | Czechy | 0 : 6 | Stany Zjednoczone | Adirondack Bank Center, Utica |

| Szczegóły      | Szczegóły | Szczegóły       | Szczegóły | Szczegóły |
| -------------- | --------- | --------------- | --------- | --------- |
| Godzina: 19:00 |           | (0:1, 0:2, 0:3) |           |           |
| Godzina: 19:00 | min. kar  |                 | min. kar  |           |

| 6 kwietnia 2024 | Finlandia | 3 : 5 | Stany Zjednoczone | Adirondack Bank Center, Utica |

| Szczegóły      | Szczegóły | Szczegóły       | Szczegóły | Szczegóły |
| -------------- | --------- | --------------- | --------- | --------- |
| Godzina: 19:00 |           | (2:2, 1:2, 0:1) |           |           |
| Godzina: 19:00 | min. kar  |                 | min. kar  |           |

| 7 kwietnia 2024 | Kanada | 5 : 0 | Czechy | Adirondack Bank Center, Utica |

| Szczegóły      | Szczegóły | Szczegóły       | Szczegóły | Szczegóły |
| -------------- | --------- | --------------- | --------- | --------- |
| Godzina: 15:00 |           | (3:0, 1:0, 1:0) |           |           |
| Godzina: 15:00 | min. kar  |                 | min. kar  |           |

| 8 kwietnia 2024 | Szwajcaria | 2 : 5 | Finlandia | Adirondack Bank Center, Utica |

| Szczegóły      | Szczegóły | Szczegóły       | Szczegóły | Szczegóły |
| -------------- | --------- | --------------- | --------- | --------- |
| Godzina: 15:00 |           | (1:2, 0:2, 1:1) |           |           |
| Godzina: 15:00 | min. kar  |                 | min. kar  |           |

| 8 kwietnia 2024 | Stany Zjednoczone | 1 : 0 pd | Kanada | Adirondack Bank Center, Utica |

| Szczegóły      | Szczegóły | Szczegóły            | Szczegóły | Szczegóły |
| -------------- | --------- | -------------------- | --------- | --------- |
| Godzina: 19:00 |           | (0:0, 0:0, 0:0, 1:0) |           |           |
| Godzina: 19:00 | min. kar  |                      | min. kar  |           |

| 9 kwietnia 2024 | Czechy | 6 : 1 | Szwajcaria | Adirondack Bank Center, Utica |

| Szczegóły      | Szczegóły | Szczegóły       | Szczegóły | Szczegóły |
| -------------- | --------- | --------------- | --------- | --------- |
| Godzina: 15:00 |           | (1:1, 2:0, 3:0) |           |           |
| Godzina: 15:00 | min. kar  |                 | min. kar  |           |

## Grupa B
Tabela
| Lp. | Zespół  | M | Pkt | Z | Zd | Pd | P | G+ | G- | +/− |
| --- | ------- | - | --- | - | -- | -- | - | -- | -- | --- |
| 1   | Niemcy  | 4 | 12  | 4 | 0  | 0  | 0 | 13 | 2  | +11 |
| 2   | Szwecja | 4 | 9   | 3 | 0  | 0  | 1 | 17 | 5  | +12 |
| 3   | Japonia | 4 | 4   | 1 | 0  | 1  | 2 | 8  | 13 | −5  |
| 4   | Chiny   | 4 | 3   | 0 | 1  | 1  | 2 | 5  | 15 | −10 |
| 5   | Dania   | 4 | 2   | 0 | 1  | 0  | 3 | 4  | 12 | −8  |

    = awans do ćwierćfinałów     = spadek do Dywizji I, Grupy A
Wyniki
| 3 kwietnia 2024 | Dania | 1 : 3 | Szwecja | Adirondack Bank Center, Utica |

| Szczegóły      | Szczegóły | Szczegóły       | Szczegóły | Szczegóły |
| -------------- | --------- | --------------- | --------- | --------- |
| Godzina: 11:00 |           | (0:0, 0:2, 1:1) |           |           |
| Godzina: 11:00 | min. kar  |                 | min. kar  |           |

| 4 kwietnia 2024 | Chiny | 3 : 2 pk | Japonia | Adirondack Bank Center, Utica |

| Szczegóły      | Szczegóły | Szczegóły                 | Szczegóły | Szczegóły |
| -------------- | --------- | ------------------------- | --------- | --------- |
| Godzina: 11:00 |           | (0:1, 1:0, 1:1, 0:0, 1:0) |           |           |
| Godzina: 11:00 | min. kar  |                           | min. kar  |           |

| 4 kwietnia 2024 | Dania | 1 : 5 | Niemcy | Adirondack Bank Center, Utica |

| Szczegóły      | Szczegóły | Szczegóły       | Szczegóły | Szczegóły |
| -------------- | --------- | --------------- | --------- | --------- |
| Godzina: 15:00 |           | (0:1, 0:1, 1:3) |           |           |
| Godzina: 15:00 | min. kar  |                 | min. kar  |           |

| 5 kwietnia 2024 | Szwecja | 8 : 1 | Chiny | Adirondack Bank Center, Utica |

| Szczegóły      | Szczegóły | Szczegóły       | Szczegóły | Szczegóły |
| -------------- | --------- | --------------- | --------- | --------- |
| Godzina: 11:00 |           | (4:0, 4:1, 0:0) |           |           |
| Godzina: 11:00 | min. kar  |                 | min. kar  |           |

| 6 kwietnia 2024 | Japonia | 1 : 4 | Niemcy | Adirondack Bank Center, Utica |

| Szczegóły      | Szczegóły | Szczegóły       | Szczegóły | Szczegóły |
| -------------- | --------- | --------------- | --------- | --------- |
| Godzina: 15:00 |           | (0:0, 0:2, 1:2) |           |           |
| Godzina: 15:00 | min. kar  |                 | min. kar  |           |

| 7 kwietnia 2024 | Szwecja | 6 : 2 | Japonia | Adirondack Bank Center, Utica |

| Szczegóły      | Szczegóły | Szczegóły       | Szczegóły | Szczegóły |
| -------------- | --------- | --------------- | --------- | --------- |
| Godzina: 11:00 |           | (2:0, 1:2, 3:0) |           |           |
| Godzina: 11:00 | min. kar  |                 | min. kar  |           |

| 7 kwietnia 2024 | Chiny | 1 : 2 pk | Dania | Adirondack Bank Center, Utica |

| Szczegóły      | Szczegóły | Szczegóły                 | Szczegóły | Szczegóły |
| -------------- | --------- | ------------------------- | --------- | --------- |
| Godzina: 19:00 |           | (0:0, 0:1, 1:0, 0:0, 0:1) |           |           |
| Godzina: 19:00 | min. kar  |                           | min. kar  |           |

| 8 kwietnia 2024 | Niemcy | 1 : 0 | Szwecja | Adirondack Bank Center, Utica |

| Szczegóły      | Szczegóły | Szczegóły       | Szczegóły | Szczegóły |
| -------------- | --------- | --------------- | --------- | --------- |
| Godzina: 11:00 |           | (0:0, 0:0, 1:0) |           |           |
| Godzina: 11:00 | min. kar  |                 | min. kar  |           |

| 9 kwietnia 2024 | Niemcy | 3 : 0 | Chiny | Adirondack Bank Center, Utica |

| Szczegóły      | Szczegóły | Szczegóły       | Szczegóły | Szczegóły |
| -------------- | --------- | --------------- | --------- | --------- |
| Godzina: 11:00 |           | (2:0, 0:0, 1:0) |           |           |
| Godzina: 11:00 | min. kar  |                 | min. kar  |           |

| 9 kwietnia 2024 | Japonia | 3 : 0 | Dania | Adirondack Bank Center, Utica |

| Szczegóły      | Szczegóły | Szczegóły       | Szczegóły | Szczegóły |
| -------------- | --------- | --------------- | --------- | --------- |
| Godzina: 19:00 |           | (1:0, 1:0, 1:0) |           |           |
| Godzina: 19:00 | min. kar  |                 | min. kar  |           |

## Faza pucharowa
|  |                          |                   |                          |                          |    |                   |                          |                          |                          |                          |                   |       |       |
|  | Ćwierćfinały             | Ćwierćfinały      | Ćwierćfinały             |                          |    | Półfinały         | Półfinały                | Półfinały                |                          |                          | Finał             | Finał | Finał |
|  | Ćwierćfinały             | Ćwierćfinały      | Ćwierćfinały             |                          |    | Półfinały         | Półfinały                | Półfinały                |                          |                          | Finał             | Finał | Finał |
|  | 11 kwietnia 2024 – Utica |                   |                          |                          |    |                   |                          |                          |                          |                          |                   |       |       |
|  |                          |                   |                          |                          |    |                   |                          |                          |                          |                          |                   |       |       |
|  | Stany Zjednoczone        | Stany Zjednoczone | 10                       |                          |    |                   |                          |                          |                          |                          |                   |       |       |
|  | Stany Zjednoczone        | Stany Zjednoczone | 10                       | 13 kwietnia 2024 – Utica |    |                   |                          |                          |                          |                          |                   |       |       |
|  | Japonia                  | Japonia           | 0                        |                          |    |                   |                          |                          |                          |                          |                   |       |       |
|  | Japonia                  | Japonia           | 0                        |                          |    | Stany Zjednoczone | Stany Zjednoczone        | 5                        |                          |                          |                   |       |       |
|  | 11 kwietnia 2024 – Utica |                   |                          |                          |    | Stany Zjednoczone | Stany Zjednoczone        | 5                        |                          |                          |                   |       |       |
|  |                          |                   | Finlandia                | Finlandia                | 0  |                   |                          |                          |                          |                          |                   |       |       |
|  | Kanada                   | Kanada            | Finlandia                | Finlandia                | 0  | 5                 |                          |                          |                          |                          |                   |       |       |
|  | Kanada                   | Kanada            |                          |                          |    | 5                 | 14 kwietnia 2024 – Utica |                          |                          |                          |                   |       |       |
|  | Szwecja                  | Szwecja           | 1                        |                          |    |                   |                          |                          |                          |                          |                   |       |       |
|  | Szwecja                  | Szwecja           | 1                        |                          |    | Stany Zjednoczone | Stany Zjednoczone        | 5                        |                          |                          |                   |       |       |
|  | 11 kwietnia 2024 – Utica |                   |                          |                          |    | Stany Zjednoczone | Stany Zjednoczone        | 5                        |                          |                          |                   |       |       |
|  |                          |                   | Kanada                   | Kanada                   | 6^ |                   |                          |                          |                          |                          |                   |       |       |
|  | Czechy                   | Czechy            | Kanada                   | Kanada                   | 6^ | 1                 |                          |                          |                          |                          |                   |       |       |
|  | Czechy                   | Czechy            | 13 kwietnia 2024 – Utica |                          |    | 1                 |                          |                          |                          |                          |                   |       |       |
|  | Niemcy                   | Niemcy            | 0                        |                          |    |                   |                          |                          |                          |                          |                   |       |       |
|  | Niemcy                   | Niemcy            | 0                        |                          |    | Kanada            | Kanada                   | 4                        | Mecz o 3. miejsce        | Mecz o 3. miejsce        | Mecz o 3. miejsce |       |       |
|  | 11 kwietnia 2024 – Utica |                   |                          |                          |    | Kanada            | Kanada                   | 4                        | Mecz o 3. miejsce        | Mecz o 3. miejsce        | Mecz o 3. miejsce |       |       |
|  |                          |                   | Czechy                   | Czechy                   | 0  |                   |                          | 14 kwietnia 2024 – Utica | 14 kwietnia 2024 – Utica | 14 kwietnia 2024 – Utica |                   |       |       |
|  | Finlandia                | Finlandia         | Czechy                   | Czechy                   | 0  | 3                 |                          | 14 kwietnia 2024 – Utica | 14 kwietnia 2024 – Utica | 14 kwietnia 2024 – Utica |                   |       |       |
|  | Finlandia                | Finlandia         |                          |                          |    |                   |                          | Czechy                   | Czechy                   | 2                        |                   |       |       |
|  | Szwajcaria               | Szwajcaria        | 1                        |                          |    |                   |                          |                          | Czechy                   | 2                        |                   |       |       |
|  | Szwajcaria               | Szwajcaria        | 1                        |                          |    |                   |                          | Finlandia                | Finlandia                | 3^                       |                   |       |       |
|  |                          |                   |                          |                          |    |                   |                          |                          | Finlandia                | 3^                       |                   |       |       |

^ – zwycięstwo w dogrywce / rzutach karnych

### Ćwierćfinały
| 11 kwietnia 2024 | Finlandia | 3 : 1 | Szwajcaria | Adirondack Bank Center, Utica |

| Szczegóły      | Szczegóły | Szczegóły       | Szczegóły | Szczegóły |
| -------------- | --------- | --------------- | --------- | --------- |
| Godzina: 10:00 |           | (1:1, 1:0, 1:0) |           |           |
| Godzina: 10:00 | min. kar  |                 | min. kar  |           |

| 11 kwietnia 2024 | Czechy | 1 : 0 | Niemcy | Adirondack Bank Center, Utica |

| Szczegóły      | Szczegóły | Szczegóły       | Szczegóły | Szczegóły |
| -------------- | --------- | --------------- | --------- | --------- |
| Godzina: 13:30 |           | (0:0, 0:0, 1:0) |           |           |
| Godzina: 13:30 | min. kar  |                 | min. kar  |           |

| 11 kwietnia 2024 | Kanada | 5 : 1 | Szwecja | Adirondack Bank Center, Utica |

| Szczegóły      | Szczegóły | Szczegóły       | Szczegóły | Szczegóły |
| -------------- | --------- | --------------- | --------- | --------- |
| Godzina: 17:00 |           | (2:1, 1:0, 2:0) |           |           |
| Godzina: 17:00 | min. kar  |                 | min. kar  |           |

| 11 kwietnia 2024 | Stany Zjednoczone | 10 : 0 | Japonia | Adirondack Bank Center, Utica |

| Szczegóły      | Szczegóły | Szczegóły       | Szczegóły | Szczegóły |
| -------------- | --------- | --------------- | --------- | --------- |
| Godzina: 20:30 |           | (3:0, 6:0, 1:0) |           |           |
| Godzina: 20:30 | min. kar  |                 | min. kar  |           |

### Półfinały
| 13 kwietnia 2024 | Stany Zjednoczone | 5 : 0 | Finlandia | Adirondack Bank Center, Utica |

| Szczegóły      | Szczegóły | Szczegóły       | Szczegóły | Szczegóły |
| -------------- | --------- | --------------- | --------- | --------- |
| Godzina: 15:00 |           | (1:0, 1:0, 3:0) |           |           |
| Godzina: 15:00 | min. kar  |                 | min. kar  |           |

| 13 kwietnia 2024 | Kanada | 4 : 0 | Czechy | Adirondack Bank Center, Utica |

| Szczegóły      | Szczegóły | Szczegóły       | Szczegóły | Szczegóły |
| -------------- | --------- | --------------- | --------- | --------- |
| Godzina: 19:00 |           | (2:0, 1:0, 1:0) |           |           |
| Godzina: 19:00 | min. kar  |                 | min. kar  |           |

### Mecz o piąte miejsce
| 13 kwietnia 2024 | Szwajcaria | 3 : 2 pd | Niemcy | Adirondack Bank Center, Utica |

| Szczegóły      | Szczegóły | Szczegóły            | Szczegóły | Szczegóły |
| -------------- | --------- | -------------------- | --------- | --------- |
| Godzina: 11:00 |           | (1:0, 1:2, 0:0, 1:0) |           |           |
| Godzina: 11:00 | min. kar  |                      | min. kar  |           |

### Mecz o trzecie miejsce
| 14 kwietnia 2024 | Czechy | 2 : 3 pk | Finlandia | Adirondack Bank Center, Utica |

| Szczegóły      | Szczegóły | Szczegóły                 | Szczegóły | Szczegóły |
| -------------- | --------- | ------------------------- | --------- | --------- |
| Godzina: 13:00 |           | (0:0, 1:2, 1:0, 0:0, 0:1) |           |           |
| Godzina: 13:00 | min. kar  |                           | min. kar  |           |

### Finał
| 14 kwietnia 2024 | Stany Zjednoczone | 5 : 6 pd | Kanada | Adirondack Bank Center, Utica |

| Szczegóły      | Szczegóły | Szczegóły            | Szczegóły | Szczegóły |
| -------------- | --------- | -------------------- | --------- | --------- |
| Godzina: 17:20 |           | (1:1, 2:2, 2:2, 0:1) |           |           |
| Godzina: 17:20 | min. kar  |                      | min. kar  |           |

## Klasyfikacja końcowa
| Msc. | Reprezentacja     |
| ---- | ----------------- |
|      | Kanada            |
|      | Stany Zjednoczone |
|      | Finlandia         |
| 4    | Czechy            |
| 5    | Szwajcaria        |
| 6    | Niemcy            |
| 7    | Szwecja           |
| 8    | Japonia           |
| 9    | Chiny             |
| 10   | Dania             |

| Spadek do I Dywizji, Grupy A w 2025: | Chiny Dania    |
| Awans do turnieju MŚ Elity w 2025:   | Norwegia Węgry |